# Zhou Zhangting
Zhou Zhangting (chiń. upr. 周张婷; pinyin Zhōu Zhāngtíng; ur. 11 lutego 1990) – chińska zapaśniczka walcząca w stylu wolnym. Trzykrotna uczestniczka mistrzostw świata; piąta w 2013. Brązowa medalistka mistrzostw Azji w 2016 i 2017. Trzecia w Pucharze Świata w 2014 i czwarta w 2013 roku.